# Сорок первый (фильм, 1956)
«Сорок первый» — художественный фильм режиссёра Григория Чухрая, снят по одноимённой повести Бориса Лавренёва. Вторая экранизация повести после фильма Якова Протазанова. Действие происходит в годы Гражданской войны.

## Сюжет
По пескам среднеазиатской пустыни движется, преследуемый белыми, умирая от жажды, отряд красноармейцев во главе с комиссаром Евсюковым. На боевом счету у лучшего стрелка отряда Марютки — сорок убитых офицеров. В последнем бою по захвату каравана взят в плен белый поручик Говоруха-Отрок, направленный с дипломатической миссией от адмирала Колчака к генералу Деникину.
Красноармейцы пытаются вернуться к своим, борясь с враждебной пустыней. Наконец, они выходят к побережью Аральского моря, где Мария, Говоруха-Отрок и несколько бойцов берут лодку, чтобы достичь большой земли. Все красноармейцы гибнут во время шторма, а Мария с поручиком оказываются выброшены одни на остров. Они находят убежище в хижине рыбака и вынуждены ждать. Во время этого ожидания они сближаются и, в конечном счёте, влюбляются друг в друга.
Когда к острову приближается судно, они первоначально думают, что это возвращаются рыбаки. Поняв, что на судне белогвардейцы, Говоруха-Отрок бросается к берегу с криками: «Наши!» и «Скорей, господа!», и Мария, которой был дан приказ не сдавать поручика живым, стреляет своему любимому в спину.

## В ролях
| Актёр                     | Роль                                    |
| ------------------------- | --------------------------------------- |
| Изольда Извицкая          | Марютка (Мария Филатовна) Басова        |
| Олег Стриженов            | поручик Вадим Николаевич Говоруха-Отрок |
| Николай Крючков           | комиссар Арсентий Евсюков               |
| Николай Дупак             | Андрей Чупилко                          |
| Георгий Шаповалов         | Терентьев                               |
| Пётр Любешкин             | Гужов                                   |
| Лев Ковылин               | Гвоздев                                 |
| Юрий Романов              | матрос Вяхирь                           |
| Даниил Нетребин           | Семянный                                |
| Асанбек (Арсен) Умуралиев | Уманкул                                 |
| Анатолий Кокорин          | Егоров                                  |
| В. Синицын                | раненый боец                            |
| Кирей Жаркимбаев          | Тимеркул                                |
| Т. Сардарбекова           | Алтынай                                 |
| Вадим Захарченко          | Кучковский                              |
| Александр Гречаный        | Прокопыч                                |
| Муратбек Рыскулов         | хозяин каравана                         |
| Николай Хрящиков          | есаул (нет в титрах)                    |

## Съёмочная группа
- Сценарий: Григорий Колтунов
- Режиссёр: Григорий Чухрай
- Оператор: Сергей Урусевский
- Художник: Владимир Камский
- Композитор: Николай Крюков
- Дирижёр: Вероника Дударова

## История
Главные герои были подобраны режиссёром по результатам удачных кинопроб, сначала Стриженов, потом — Извицкая. Против такого выбора героини поначалу возражал худсовет.
Извицкой сложно давались некоторые особенности роли, она не могла правильно держать ружьё, правильно шагать. Условия съёмок были сложными — пустыня. Иногда Извицкая плакала. По совету второго режиссёра на съёмки был приглашён муж Извицкой — Эдуард Бредун (он также исполнил в фильме роль третьего плана). Большую моральную поддержку оказал ей Николай Крючков.
По воспоминаниям Чухрая, смонтированный фильм показали автору сценария Григорию Колтунову, который, испугавшись, отказался ставить свою подпись под этой «грязной белогвардейской стряпнёй». Фильм спас Иван Пырьев. Дочь Колтунова оспаривает истинность утверждений Чухрая.
Фильм был представлен СССР на Каннском фестивале (1957), где имел успех

## Награды и признание
- На Х Международном кинофестивале в Канне (1957) фильму присуждён Специальный приз жюри «За оригинальный сценарий, гуманизм и романтику».
- В кинотеатрах СССР фильм посмотрело 25,1 млн зрителей (10-е место в прокате 1956 года)[4]; во Франции — 1,118,928[5], а в ПНР — 942,792[6].

## Места съёмок
Снимали «Сорок первый» в Каракумах и на Каспийском море — в Красноводске и на полуострове Челекен.